# 중구·동구·강화군·옹진군
인천 중구·동구·강화군·옹진군은 대한민국의 옛 국회의원 지역구이다. 당시 인천광역시 중구, 동구, 강화군, 옹진군 일대를 관할했다.

## 역사
2016년 대한민국 제20대 국회의원 선거를 앞두고 서구의 인구가 증가하게 됨에 따라 중구·동구·옹진군 선거구에 서구·강화군 을 선거구에 속해 있던 강화군을 편입하여 신설되었다. 
제21대 국회의원 선거를 앞두고 해당 선거구의 인구가 상한선을 초과하게 됨에 따라 동구가 미추홀구와 묶여서 동구·미추홀구 갑 선거구를 형성하게 되고 나머지 지역이 중구·강화군·옹진군 선거구를 형성하게 됨에 따라 폐지되었다.

## 역대 국회의원
| 선거   | 정당 | 정당   | 의원   |
| ------ | ---- | ------ | ------ |
| 2016년 |      | 무소속 | 안상수 |

## 역대 선거 결과

### 대한민국 제20대 국회의원 선거
|  | 31.87% |

|  | 30.59% |

|  | 22.62% |

|  | 14.90% |